# Kladenská Pánev
Kladenská Pánev är en sänka i Tjeckien.   Den ligger i regionen Mellersta Böhmen, i den nordvästra delen av landet, 40 km nordväst om huvudstaden Prag.